# Jean Fohrmann
Jean „Jängi” Fohrmann (ur. 5 czerwca 1904 w Dudelange, zm. 17 września 1973 w Esch-sur-Alzette) – luksemburski polityk i działacz związkowy, więzień obozów koncentracyjnych, deputowany krajowy, w latach 1965–1967 członek Wysokiej Władzy Europejskiej Wspólnoty Węgla i Stali.

## Życiorys
W wieku 15 lat zakończył naukę w szkole i podjął pracę jako ślusarz w koncernie ARBED. Działał w związku zawodowym branży metalowej (od 1937 do 1954 jako sekretarz konfederacji CGTL), kształcił się w szkole związkowej École ouvrière supérieure w Brukseli (1925–1926). Pisał do powiązanego z socjalistami dziennika „Escher Tagesblatt”, kierował także związkową kooperatywą La Syndicalist w Dudelange. Zaangażował się w działalność polityczną w ramach Luksemburskiej Socjalistycznej Partii Robotniczej. W 1935 zastąpił zmarłego posła w Izbie Deputowanych.
W maju 1940 wyjechał wraz z rodziną do Francji, jednak po trzech miesiącach powrócił do Luksemburga i kontynuował działalność związkową oraz antynazistowską. W 1941 pozbawiony stanowiska pracy ze względu na odmowę wstąpienia do kolaboracyjnej organizacji Volksdeutsche Bewegung oraz współpracę z niemiecką opozycją. W 1942 wysiedlony wraz z rodziną na Dolny Śląsk (początkowo do Lubiąża, potem do Bobrowa), następnie osadzony w obozach koncentracyjnych w Groß-Rosen, Hersbrucku i Norymberdze. Zbiegł z niewoli na krótko przed końcem wojny, w maju 1945 powrócił do Luksemburga.
Od 1945 do 1965 ponownie zasiadał w Izbie Deputowanych, ponadto od 1946 do 1965 pozostawał burmistrzem Dudelange. Był jednocześnie oddelegowany do Parlamentu Europejskiego (1952–1965), gdzie pełnił funkcję wiceprzewodniczącego. W latach 1953–1964 redaktor naczelny dziennika „Tageblatt”. Od 30 czerwca 1965 do 6 lipca 1967 członek Wysokiej Władzy Europejskiej Wspólnoty Węgla i Stali (zastąpił zmarłego Paula Fineta), odpowiadał za kwestie społeczne. W latach 1969–1973 po raz kolejny członek krajowego parlamentu, zmarł w trakcie kadencji.
Ojciec polityk Marthe Bigelbach-Fohrmann i dziadek Alexa Bodry. Od lat 30. tworzył sztuki teatralne, zwłaszcza komedie, poświęcone także jego obozowym doświadczeniom. Jego imieniem nazwano plac w Dudelange.

## Odznaczenia
Odznaczony m.in. Orderem Korony Dębowej III klasy (1960), Orderem Korony III klasy, Orderem Zasługi Republiki Włoskiej III klasy, Orderem Oranje-Nassau III klasy oraz Orderem Zasługi Republiki Federalnej Niemiec I klasy.